# M1 Pack 75 mm
L'obice M1 Pack Howitzer da 75mm è stato uno dei primi e migliori esempi di artiglieria per l'appoggio della fanteria.

## Storia
La sua storia cominciò a delinearsi dopo la fine della prima guerra mondiale, quando la Commissione Westervelt, analizzando le necessità per aggiornare l'armamento de dell'Esercito, raccomandò l'adozione di un obice leggero da 75mm, dalle moderne caratteristiche e someggiabile. Queste due necessità, la modernità e il trasporto animale non erano in contraddizione tra di loro perché si trattava di un'arma destinata all'impiego con le truppe da montagna, dove spesso non esisteva modo di trasportare un pezzo d'artiglieria che non fosse someggiabile. Il risultato, ottenuto in un tempo inusitatamente breve, fu standardizzato già nel 1927 come obice M1, una delle prime bocche da fuoco apparse dopo la fine della Grande guerra. Alcune modifiche successive lo fecero ridenominare M1A1. Inizialmente esso era dotato di un Carriage (affusto) M1, ovvero una struttura con ruote raggiate, in legno. Dopotutto, non era previsto che tale artiglieria fosse trainata da veicoli, ma poi giunse in linea l'affusto M8, con ruote metalliche e pneumatici, dandogli così un aspetto più moderno.

## Caratteristiche
In termini di caratteristiche, a parte le ruote, il pezzo d'artiglieria era molto ben progettato. La struttura era leggerissima, qualcosa come appena 588 kg ed era scomponibile in 6, poi 9 carichi. La coda, con un piccolo aratro finale, era lunga ma leggera, perché ricca di fori di alleggerimento rotondi. Il brandeggio era ridotto, ed ottenuto per una vite elicoidale contenuta nell'assale. In ogni caso, l'arma era talmente leggera che brandeggiarla a mano non era un problema. L'affusto vero e proprio era quindi dotato solo dei meccanismi di elevazione, cosa che lo rendeva più semplice e leggero. Vicino alla bocca da fuoco vi erano gli apparati ottici per il tiro diretto e a quadrante per quello indiretto.
Il cannone di per sé aveva una canna di poco più di un metro di lunghezza, e nondimeno poteva sparare a ben 8900 m di distanza. Questa gittata era molto maggiore dell'obice leggero da 70mm giapponese (2700 m), anche se il peso era superiore, ma non in maniera inaccettabile. La gittata di quest'arma era in realtà tale da competere con le artiglierie divisionali da 75mm vere e proprie, come l'obice da montagna italiano da 75/18mm che superava di poco i 9000 m ma pesava circa il doppio. Le munizioni erano di peso e caratteristiche ‘standard’.

## Impieghi
L'impiego di questo obice leggero, o forse, considerando che non poteva superare i 45 gradi di elevazione, più giustamente definibile cannone (corto), ebbe luogo con tutte le unità della fanteria americana che non potevano usufruire delle artiglierie di calibro e potenza maggiori. Esso divenne molto famoso, così, ma non tanto come obice da montagna, quanto come pezzo d'artiglieria impiegato nelle foreste asiatiche, contro i giapponesi, e come artiglieria standard, assieme ai mortai, per le truppe aviotrasportate sia inglesi che americane. Molti vennero usati anche come artiglieria leggera da parte dei cinesi in funzione antigiapponese, e non era raro che in tal caso venisse impiegato soprattutto nel modello originale con le ruote in legno, più leggero. Alcuni di questi cannoni vennero usati ad Arnhem, sbarcati dagli alianti alleati.

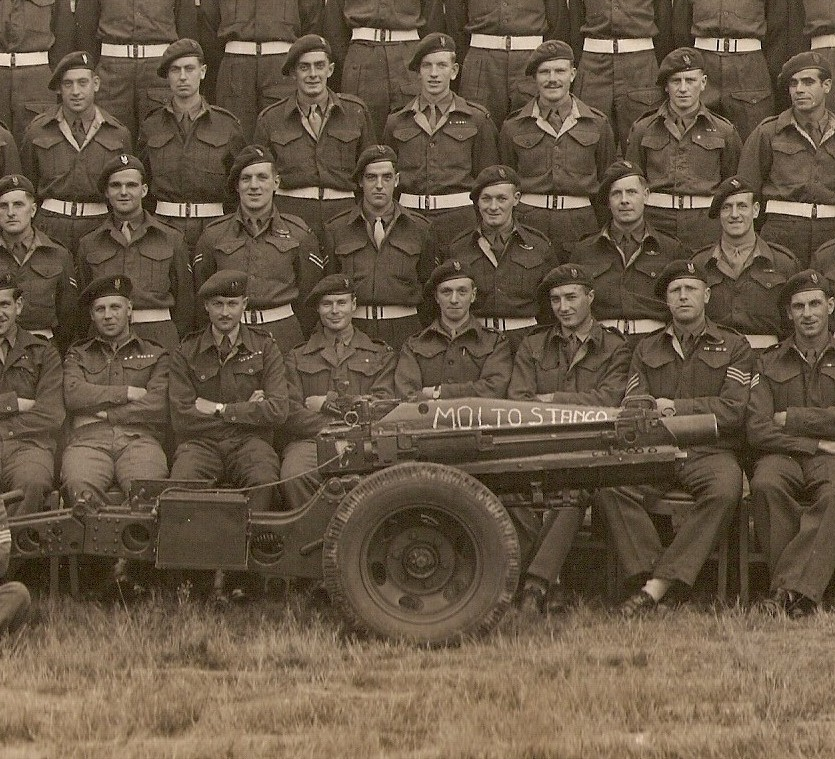
L'obice M1 da 75 mm ribattezzato "Molto Stanco" e usato dal 3º squadrone del 2nd SAS nell'occupazione di Reggio Emilia

Un singolo esemplare venne fornito anche alla Resistenza italiana: paracadutato in tre sezioni sulla Val d'Asta, fu preso in carico durante l'Operazione Tombola dalla 2nd Special Air Service Force, una formazione guidata dall'ufficiale britannico Roy Farran ma composta soprattutto da partigiani delle Fiamme Verdi e delle Brigate Garibaldi, ex prigionieri di guerra russi, e persino da disertori della Wehrmacht. L'obice, soprannominato "Molto Stanco", all'inizio fu usato per cannoneggiare i convogli che facevano la spola sulla Firenze-Modena. Ma l'azione più importante in cui fu usato questo pezzo d'artiglieria avvenne il 21 aprile 1945, quando venne trainato con una Jeep fino in vista di Reggio Emilia. Da qui, gli artiglieri partigiani iniziarono il cannoneggiamento della città, dando l'impressione che l'arrivo delle armate Alleate fosse imminente. Presi dal panico, i tedeschi e i loro alleati italiani abbandonarono la città.
La produzione di questo pezzo d'artiglieria comprese anche una versione semovente, destinata ai semoventi M8, ricavati dai carri leggeri M3 Stuart, la quale ebbe ugualmente successo. L'impiego più inusuale fu sui AMTANK LVT(A)-4, utilizzati come supporto di fuoco su mezzi anfibi. Praticamente, questo obice venne prodotto fino alla fine della seconda guerra mondiale.

## Utilizzo successivo alla seconda guerra mondiale
Nel dopoguerra, i calibro 75mm già superato nel caso delle artiglierie divisionali standard (che divennero da 105mm) cominciò ad apparire superato anche nel caso degli obici da montagna. L'M1A1 rimase in servizio per decenni, leggero e maneggevole com'era, e forse in alcune nazioni lo è ancora adesso. Ma negli anni cinquanta apparve un obice da montagna da 105mm, il Modello 56 della OTO-Melara, che in pratica ne fu l'erede e che venne realizzato in quasi 3000 esemplari nei 25 anni circa successivi. Come anche nel caso del cannone navale automatico da 76mm gli americani riuscirono a fare un'ottima arma che rimase come pietra di paragone, ma non gli diedero poi un successore, nonostante fosse ovvio che ce ne volesse uno. Lasciarono semplicemente cadere l'interesse per tali pezzi d'artiglieria, e lasciarono che il compito di rimpiazzarle diventasse un monopolio italiano. Perché, questa è una questione difficile da comprendere. Agli statunitensi sarebbe bastato produrre anche soltanto un modello ingrandito, per esempio, dell'M1 o un cannone da 76/50 un poco più moderno, e con la forza della loro economia l'avrebbero imposto comunque a livello internazionale: ma non lo fecero, e la cosa più incredibile è che questo accadde anche con altre nazioni occidentali, ricche di esperienza nel campo delle artiglierie. Mentre in certe categorie di armamenti vi è stata quindi una competizione non indifferente, in questi 2 casi alla OTO venne lasciato semplicemente campo libero, una cosa che produsse un monopolio a quel punto inevitabile, data la necessità di tali tipi di artiglierie. Sul perché questo sia stato possibile, se vi sia stato un accordo politico o solo una cattiva gestione industriale ed economica, non vi sono versioni ufficiali.